# Minecraft film
Minecraft film (v anglickém originále A Minecraft Movie) je dobrodružný komediální film režiséra Jareda Hesse. Tento film je založený na videohře Minecraft od Mojang Studios. Ve filmu hrají Jack Black, Jason Momoa, Emma Myers, Danielle Brooks, Sebastian Eugene Hansen a Jennifer Coolidge.
Plány na filmovou adaptaci Minecraftu byly oznámeny v únoru 2014, kdy tvůrce Markus Persson prozradil, že Mojang jedná s Warner Bros. Pictures o tomto projektu. Původně byli k režii najati filmaři Shawn Levy, Rob McElhenney a Peter Sollett. V dubnu 2022 se do tohoto projektu zapojila společnost Legendary Entertainment a Jared Hess byl najat jako nový režisér. Další casting probíhal od května 2023 do ledna 2024. Natáčení začalo později toho měsíce na Novém Zélandu a skončilo v polovině dubna 2024.
Premiéra v českých kinech proběhla 3. dubna 2025. V následujících dnech zaznamenal film významný zájem diváků a stal se nejsledovanějším filmem vycházejícím z adaptace počítačové hry v České republice.

## Obsazení
| Jack Black (dabing Bohdan Tůma)                 | Steve                     |
| Jason Momoa (dabing Petr Lněnička)              | Garrett „Smeťák“ Garrison |
| Emma Myers (dabing Soňa Linhartová)             | Natalie                   |
| Danielle Brooks (dabing Jitka Moučková)         | Dawn                      |
| Sebastian Eugene Hansen (dabing Daniel Gabriel) | Henry                     |
| Rachel House (dabing Ludmila Molínová)          | Malgosha                  |
| Jared Hess (dabing SirYakari)                   | Chungus                   |
| Jennifer Coolidge (dabing Radka Stupková)       | Marlene                   |
| Matt Berry (dabing Hejlovec)                    | Vesničan Nitwit           |
| Kate McKinnon (dabing Jolana Smyčková)          | Alex                      |

Ve filmu se objeví také Valkyrae. Zajímavostí českého dabingu je, že v něm byly zapojeny dvě známé osobnosti české minecraftové scény, youtubeři Hejlovec a SirYakari. Stalo se tak na základě iniciativy Hejlovce, který kontaktoval lokalizační tým ohledně nevhodného překladu některých výrazů minecraftového žargonu.

## Marketing
Dne 4. září 2024 byl vydán první trailer k filmu s hudbou „Magical Mystery Tour“ od The Beatles. Reakce publika na trailer byly označeny jako „rozdělující“ nebo „převážně negativní“. Publikum kritizovalo CGI a návrhy postav. Andrew Webster z The Verge řekl, že kromě „znepokojujících snímků“ to „vypadá jako nějaká hloupá rodinná zábava“. Tom Power z TechRadar se nemohl rozhodnout, zda to bylo „nádherné, nebo věc nočních můr“. Naopak Markus Persson, původní tvůrce Minecraftu, pochválil trailer na Twitteru, kde napsal „Dobře, jdu do toho[.] Wow, to je zvláštní pocit.“ Různé klipy a obrázky z traileru, jako je bečící růžová ovce, bílá lama a Jack Black jako Steve, jak říká „Já… jsem Steve“ (anglicky I... am Steve), byly zesměšňovány a staly se internetovými memy.
Druhý trailer byl zveřejněn 19. listopadu a dostal pozitivnější odezvu od diváků.